# خوسيه مانويل أوليفاريس
خوسيه مانويل أوليفاريس هو عالم أورام وسياسي فنزويلي، ولد في 19 أغسطس 1985 في Maiquetía ‏ في فنزويلا. نشط حزبياً في Justice First ‏. وقد انتخب عضو مجلس نواب فنزويلا ‏ الجمعية الوطنية عن دائرة ولاية فارغاس (5 يناير 2016 – ).